# Wilhelm Hofmeister
Friederich Wilhem Benedikt Hofmeister (Leipzig, 18 de mayo de 1824-Ibíd., 12 de enero de 1877) fue un biólogo y botánico alemán, considerado por algunos al mismo nivel que Darwin y Mendel.De formación autodidacta, fue el primero en estudiar y establecer la alternancia de generaciones y los detalles de la reproducción sexual en las briofitas.

## Biografía
Hofmeister era hijo de un comerciante y editor de libros de música. Deja la escuela a los 15 años para ser aprendiz de una librería de Hamburgo. y consagraba su tiempo libre (sobre todo desde la madrugada, de cuatro a seis horas, antes de ir a trabajar) a la botánica. Publicó a los 27 años una monografía sobre la alternancia de las generaciones de los vegetales. No fue sino hasta 1863, sin haber ascendido en la carrera académica tradicional, que terminó en la cátedra de la Universidad de Heidelberg. En 1872, se va a Tubinga donde reemplaza a Hugo von Mohl (1805-1872).
A Hofmeister se le atribuye el descubrimiento de la alternancia de generaciones como principio general de la vida vegetal. Su propuesta de que la alternancia entre una generación portadora de esporas (esporófito) y una generación portadora de gametos (gametofito) constituyó una teoría unificadora de la evolución vegetal que se publicó en 1851. Fue crucial para demostrar que la reproducción sexual se producía en las plantas, lo que era objeto de un amplio debate a mediados del siglo XIX. Demostró que se necesitaban productos tanto del tubo polínico como del óvulo. Este descubrimiento y principio unificador de la reproducción vegetal se produjo ocho años antes de que se publicara El origen de las especies de Darwin. Tras la publicación de este libro, Hofmeister se convirtió en uno de los principales defensores del darwinismo.
Primero trabajó en la distribución de las coníferas en los Himalaya, pero pronto se interesó por la reproducción de las plantas y la embriogénesis de las fanerógamas. Refutó la teoría de Matthias J. Schleiden (1804-1881) según la que el embrión se desarrolla en el tubo polínico. Hofmeister mostró que el tubo polínico no produce el propio embrión, sino que estimula huevos presentes en el ovario. Después de ese trabajo, se interesó en la embriología de las briófitas y de las pteridófitas. Examinó la germinación y fecundación en las Pilularia, Salvinia, Selaginella.

## Honores
En 1869, fue elegido miembro extranjero de la Real Academia de las Ciencias de Suecia.
- La abreviatura «Hofmeist.» se emplea para indicar a Wilhelm Hofmeister como autoridad en la descripción y clasificación científica de los vegetales.[9]
- «Wilhelm Friedrich Benedict Hofmeister». Índice Internacional de Nombres de las Plantas (IPNI). Real Jardín Botánico de Kew, Herbario de la Universidad de Harvard y Herbario nacional Australiano (eds.).

## Algunas publicaciones
- Untersuchungen des Vorganges bei der Befruchtung der Oenothereen. Botanische Zeitung 5: 785-792. 1847
- Die Entstehung des Embryos der Phanerogamen. Eine Reihe mikroskopischer Untersuchungen. Verlag F. Hofmeister, Leipzig 1849
- Vergleichende Untersuchungen der Keimung, Entfaltung und Fruchtbildung höherer Kryptogamen (Moose, Farne, Equisetaceen, Rhizokarpeen und Lykopodiaceen) und der Samenbildung der Coniferen. 179 pp., 1851 (reimpreso: Historiae Naturalis Classica 105. Cramer, Vaduz 1979). Traducido al inglés por F. Currey: On the germination, development and fructification of the higher Cryptogamia and on the fructification of the Coniferae. Ray Society, Londres, 1862. 506 pp. En línea
- Neue Beiträge zur Kenntniss der Embryobildung der Phanerogamen. 1. Dikotyledonen mit ursprünglich einzelligem, nur durch Zellentheilung wachsendem Endosperm. S. Hirzel, Leipzig, pp. 536-672. 1859
- Neue Beiträge zur Kenntniss der Embryobildung der Phanerogamen. 2. Monokotyledonen. S. Hirzel, Leipzig, pp. 632-760. 1861
- Die Lehre von der Pflanzenzelle. In: W. Hofmeister (ed.): Handbuch der Physiologischen Botanik I-1. 664 pp. W. Engelmann, Leipzig. 1867
- Allgemeine Morphologie der Gewächse. En: W. Hofmeister (ed.): Handbuch der Physiologischen Botanik I-2. W. Engelmann, Leipzig. 1868. 664 pp. En línea

## Literatura
- Ernst Wunschmann. 1880. Hofmeister, Wilhelm. En: Allgemeine Deutsche Biographie (ADB). Vol. 12, Duncker & Humblot, Leipzig, pp. 644–648

- Martin Müllerott. 1972. Hofmeister, Wilhelm. En: Neue Deutsche Biographie (NDB). Vol. 9, Duncker & Humblot, Berlín ISBN 3-428-00190-7, pp. 468 f

- Gerhard Wagenitz. 2001. Wilhelm Hofmeister. En: Ilse Jahn, Michael Schmitt (eds.) Darwin & Co. Eine Geschichte der Biologie in Portraits. Vol. 1. C.H. Beck, Múnich. pp.332-334. ISBN 3-406-44638-8

- D. R. Kaplan, T. J. Cooke. 1996. The genius of Wilhelm Hofmeister: the origin of causal-analytical research in plant development. Am. J. of Botany 83: 1647-1660 doi 10.2307/2445841

- G. Haberlandt. 1877. Wilhelm Hofmeister. Plant Systematics and Evolution 27: 113-117. doi 10.1007/BF01621478

- A. H. Larson. 1930. Wilhelm Hofmeister. Plant Physiology 5: 613-616. PDF

- R. C. Benedict. 1955. The Most Fundamental Discovery about Ferns. Am. Fern J. 45: S. 57-60 doi 10.2307/1545510

- K. von Goebel. 1924. Wilhelm Hofmeister - Arbeit und Leben eines Botanikers des 19. Jahrhunderts. Mit biographischer Ergänzung von Frau Professor Ganzenmüller geb. Hofmeister. Achter Band von Große Männer - Studien zur Biologie des Genies, editó Wilhelm Ostwald. Leipzig, Akademische Verlagsgesellschaft m.b.H.